# 士別信用金庫
士別信用金庫（しべつしんようきんこ）は、かつて2007年10月まで存在し、北海道士別市に本店を置いていた信用金庫。統一金融機関コードは1023、合併前時点での店舗数は10ヶ店だった。
2007年10月9日をもって名寄信用金庫と対等合併され（存続信金は名寄信金）、合併と同時に名称も北星信用金庫と変更された。これにより士別信用金庫は解散法人となった。

## 沿革
- 1950年7月20日 士別信用組合として設立。
- 1952年1月 信用金庫法により士別信用金庫に改組。
- 2007年10月9日 名寄信用金庫に合併（北星信用金庫に改称）。